# خافيير غونزاليس (لاعب كرة قدم)
خافيير غونزاليس (بالإسبانية: Javier González Tupper) هو لاعب كرة قدم فنزويلي في مركز الدفاع، ولد في 26 فبراير 1988 في كاراكاس في فنزويلا. شارك مع منتخب فنزويلا تحت 20 سنة لكرة القدم ومنتخب فنزويلا لكرة القدم. أما مع النوادي، فقد لعب مع ديبورتيفو ميراندا.